# Vrané nad Vltavou
Vrané nad Vltavou là một làng thuộc huyện Praha-západ, vùng Středočeský, Cộng hòa Séc.